# Christian Cameron
Christian Cameron, noto anche con lo pseudonimo di Gordon Kent o Miles Cameron (Pittsburgh, 16 agosto 1962), è uno scrittore canadese.
Laureato in storia ed esperto in storia militare, vive a Toronto. Dopo una lunga carriera da ufficiale nella marina statunitense, ha deciso di dedicarsi completamente alla scrittura. È conosciuto soprattutto per la serie Il Tiranno ancora in corso, serie che nel 2009 ha venduto più di 100 000 copie.

### Come Gordon Kent
- Night Trap
- Peacemaker
- Top Hook
- Hostile Contact
- Force Protection
- Damage Control
- The Spoils of War
- The Falconer's Tale (2007)

### Come Christian Cameron
- Washington and Caesar (2003)
- God of War (2012), che narra una biografia fittizia di Alessandro Magno

#### CicloIl Tiranno
- Il Tiranno (Tyrant) (2008), al momento unico libro della serie pubblicato in Italia
- Storm of Arrows (2009)
- Funeral Games (2010)
- King of the Bosporus (2011)
- Destroyer of Cities (2013)
- Force of Kings (2014)

#### CicloLong War
- Killer of Men (2010)
- Marathon (2011)
- Poseidon's Spear (2012)
- The Great King (2014)
- Salamis (13 agosto 2015)
- The Rage of Ares (2016)

#### CicloChivalry
- The Ill-Made Knight (2013)
- The Long Sword (2014)
- The Green Count (2017)
- Sword of Justice (2018)

#### CicloCommander
1. The New Achilles (2019)
2. The Last Greek (2020)

#### CicloTom Swan
Questi libri sono disponibili anche su eBook.

##### Libro 1
- Tom Swan and the Head of Saint George 1: Castillon
- Tom Swan and the Head of Saint George 2: Venice
- Tom Swan and the Head of Saint George 3: Constantinople
- Tom Swan and the Head of Saint George 4: Rome
- Tom Swan and the Head of Saint George 5: Rhodes
- Tom Swan and the Head of Saint George 6: Chios

##### Libro 2
- Tom Swan and the Siege of Belgrade 1
- Tom Swan and the Siege of Belgrade 2
- Tom Swan and the Siege of Belgrade 3
- Tom Swan and the Siege of Belgrade 4 (Aprile 2015)
- Tom Swan and the Siege of Belgrade 5 (Maggio 2015)
- Tom Swan and the Siege of Belgrade 6 (Giugno 2015)
- Tom Swan and the Siege of Belgrade 7 (Luglio 2015)

##### Libro 3
- Tom Swan and Last Spartans 1: Florence (Ottobre 2015)
- Tom Swan and Last Spartans 2: Milan (Gennaio 2016)
- Tom Swan and Last Spartans 3 (Marzo 2017)
- Tom Swan and Last Spartans 4 (Aprile 2017)
- Tom Swan and Last Spartans 5 (Maggio 2017)

#### Altri romanzi
- Hawkwood's Sword (in uscita nel 2021)

### Come Miles Cameron

#### Ciclo Traitor Son

##### Romanzi
- The Red Knight (2013)
- The Fell Sword (2014)
- The Dread Wyrm (October 2015)
- The Plague of Swords (October 2016)
- The Fall of Dragons (October 2017)

##### Storie brevi
- The Messenger's Tale I' (2013) — prequel di The Red Knight
- The Messenger's Tale II (2014) — ambientato tra The Fell Sword e Tournament of Fools

#### RomanziMasters and Mages
- Cold Iron (agosto 2018)
- Dark Forge (gennaio 2019)
- Bright Steel (agosto 2019)